# Titlagarh
Titlagarh (o Titilagarh, Titlagar) è una città dell'India di 27.756 abitanti, situata nel distretto di Balangir, nello stato federato dell'Orissa. In base al numero di abitanti la città rientra nella classe III (da 20.000 a 49.999 persone).

## Geografia fisica
La città è situata a 20° 18' 0 N e 83° 9' 0 E e ha un'altitudine di 214 m s.l.m..

## Società

### Evoluzione demografica
Al censimento del 2001 la popolazione di Titlagarh assommava a 27.756 persone, delle quali 14.423 maschi e 13.333 femmine. I bambini di età inferiore o uguale ai sei anni assommavano a 3.370, dei quali 1.740 maschi e 1.630 femmine. Infine, coloro che erano in grado di saper almeno leggere e scrivere erano 18.473, dei quali 10.838 maschi e 7.635 femmine.